# Palazzo del Seminario dei Chierici
Il palazzo del Seminario dei Chierici è un edificio storico di Catania, di cui svolge la funzione di municipio: esso è situato sul lato sud della scenografica piazza del Duomo, ha accanto la Cattedrale di Sant'Agata e di fronte il Palazzo degli Elefanti. Al centro della piazza, fra i due palazzi, vi è anche la Fontana dell'Elefante.

## Storia

### Epoca aragonese
Sull'area dell'attuale seminario insistevano parzialmente le strutture del primitivo palazzo del vescovo e abate benedettino, edificio eretto in prossimità del monastero dei canonici benedettini, area compresa tra il muro meridionale della chiesa e il muro della cinta della città.

### Epoca spagnola
Nel 1572, appena tre anni dopo dall'insediamento, successore di Nicola Maria Caracciolo, l'arcivescovo vescovo Antonio Faraone, sulla scia dei provvedimenti del predecessore, fonda il seminario dei chierici. All'istituzione furono riservati alcuni ambienti occupati dai monaci canonici e assegnate rendite sui proventi di alcuni beni.
A partire dal 1614 Bonaventura Secusio stabilì la sede del seminario nel palazzo che fronteggiava la Loggia Senatoria. L'edificio comprendeva Porta Uzeda, fu parzialmente realizzato sulle mura di Carlo V, nonostante il divieto esplicito di Giuseppe Lanza, duca di Camastra, plenipotenziario alla ricostruzione della città, la Chiesa voleva garantirsi il controllo delle mura cittadine.
Il 29 maggio 1647 i tumulti di Catania iniziati il 27, locale espressione della rivolta antispagnola, provocarono danni alle strutture. Il patrimonio librario di Giovanni Battista de Grossis, professore dell'Università, attraverso il nipote Santoro Oliva, pervenne al Seminario.
Nel 1693 il palazzo fu totalmente distrutto dal terremoto del Val di Noto, per poi essere ricostruito dall'architetto Alonzo di Benedetto e ingrandito nel 1757 da Francesco Battaglia. Nel 1757 Salvatore Ventimiglia, principe di Belmonte, vicario generale a Palermo dotò l'istituzione di eccellente cattedra d'italiano, latino, greco, sacra eloquenza, algebra, teologia dogmatica e morale, filosofia, geometria, scienze naturali, e di una moderna stamperia.

### Epoca contemporanea
Adibito anche a caserma militare, i seminaristi occupavano solo l'ala settentrionale. Nel 1866 l'architetto Mario Di Stefano ampliò maggiormente la struttura realizzando il secondo piano.
A partire dal 1943 a causa della seconda guerra mondiale, i seminaristi lasciarono questa sede, in seguito danneggiata dai bombardamenti, per stabilirsi presso il seminario estivo di San Giovanni la Punta, e in seguito nell'attuale seminario inaugurato il 15 agosto del 1951.
Dopo i danni causati dall'incendio del 1944 al palazzo degli Elefanti, lo stabile fu acquisito dal Comune, di cui è stato sede dal 1945 al 1953 ospitando gli uffici del sindaco, del Consiglio, degli assessori e del corpo dei vigili urbani. Dal balcone centrale si sono affacciati nel tempo molti personaggi storici illustri, tra i quali il cardinale Giuseppe Benedetto Dusmet nel 1888 per benedire la città. Nel 1937 Benito Mussolini parlò da esso alla cittadinanza durante la sua visita a Catania.
Oggi è sede del Museo diocesano e degli uffici finanziari comunali.

## Esterno
Il prospetto è realizzato con inserti di bugnato, in pietra bianca d'Ispica, su un intonaco scuro realizzato con sabbia vulcanica. Notevoli i grandi finestroni della facciata con timpano ad omega e le stupende mensole dei balconi del primo piano.